# 田景暘
田景暘（1427年—？），字時中，直隸保定府高陽縣人，民籍，明朝政治人物。進士出身。

## 生平
順天府鄉試第七名。景泰五年（1454年）甲戌科會試第二百十二名，殿試登進士第三甲第一百五十一名。

## 家族
曾祖田子中。祖父田稼。父亲田甫，曾任教授。